# أكاديمية بطلي
أكاديمية بطلي أو أكاديميتي للأبطال (僕のヒーローアカデミア Boku no Hīrō Academia) هي مانغا شونن يابانية من كتابة ورسم كوهي هوريكوشي، بدأ نشر السلسلة في مجلة شونن جمب الأسبوعية منذ يوليو 2014 ولها 24 مجلد تم نشره في الأسواق. أُصدر المجلد الأول في الرابع من نوفمبر 2014 بينما نُشر المجلد الرابع والعشرين في 2 من أغسطس 2019. القصة تتبع ايزوكو ميدوريا، فتى ولد بلا أي قوة خارقة للطبيعية في عالم أكثر سكانه لديهم قوى خارقة ومن لا يمتلكون قوى خارقة يعتبرون نادرين. أُقتبست المانغا لأنمي مكون من 7 مواسم عرضت بشكل منفصل في أعوام 2016 و2017 و2018 و2019 و2020 و2021 و2022 و2023 و2024.
بُث الموسم الأول من 3 أبريل إلى 26 يونيو 2016 من 13 حلقة. كما أعلن في العدد الثلاثين من مجلة شونن جمب الأسبوعية لعام 2016 عن حصول المانغا على موسم ثاني مكون من 25 حلقة. بدأ بث الموسم الثاني في 1 أبريل إلى 30 سبتمبر 2017. كما وأُعلن في نهاية الحلقة 25 للموسم الثاني على حصول السلسلة على موسم ثالث مكون من 25 حلقة أيضاً. بُث الموسم الثالث من 7 أبريل لغاية 29 سبتمبر 2018. وأُعلن عن موسم رابع للأنمي في نهاية الحلقة 25 للموسم الثالث حيث بدأ يُبث في أكتوبر 2019 بتعداد 25 حلقة.
قام مركز الزهرة بدبلجة المسلسل (الموسم الأول والثاني والثالث والرابع والخامس) للّغةِ العربية، حيث استلمت الفنانة السورية مهجة الشيخ دور البطولة والإشراف الفني، وعرض حصرياً على تطبيق سببيستون غو وبعد مرور أشهر بدأ عرض (الموسم الأول ثم الثاني والثالث والآن الرابع) على سبيسباور والذي مازال يعرض فيه حتى الآن.

## القصة
إيزوكو ميدوريا تلميذ عادي في المرحلة المتوسطة في عالم يسكنه بشر لديهم قوى خارقة للطبيعة كأبطال المجلات المصورة الأمريكية، وعلى الرغمِ من أنه لا يمتلك قوة خارقة للطبيعة لطالما أراد أن يكون بطلاً على الرغم من أن زملاءه دائماً ما يسخرون منه ويتنمرون عليه، في أحد الأيام شاهد صديق طفولته باكوغو يهاجمه وحش شرير فتدخل إيزوكو وأنقذه، أقوى بطل خارق في العالم أوول مايت "All Might" شاهد إيزوكو وأعجب بشجاعته فطلب منه وراثة قوته الخارقة وساعده بعد ذلك على الاندراج في أكاديمية يو ايه (UA) التي تتخصص في تخريج أبطال خارقين.

## الممثلون
| الشخصية                    | صوت الدبلجة العربية                                  | الشخصية          | صوت الدبلجة العربية                                   |
| -------------------------- | ---------------------------------------------------- | ---------------- | ----------------------------------------------------- |
| إيزوكو ميدوريا             | مهجة الشيخ                                           | أوتشاكو أوراراكا | رشا بيدس                                              |
| مومو ياويروزو              | آلاء الخضر                                           | كاتسوكي باكوغو   | الصوت الأول : أميرة حذيفي ، الصوت الثاني : أحمد حجازي |
| دينكي كاميناري             | عمر مولوي                                            | شوتو تودوروكي    | خالد مولوي                                            |
| أول مايت                   | طالب الرفاعي                                         | غران تورينو      | محمد خير أبو حسون                                     |
| المدير نيزو                | مأمون الرفاعي                                        | تومورا شيغاراكي  | خالد المولي                                           |
| تينيا إيدا                 | أسامة التيناوي                                       | المعلم إيزاوا    | إياس أبو غزالة                                        |
| يوغا أوياما                | فادي الحموي                                          | تسويو أسوي       | رغدة الخطيب                                           |
| والدة إيزوكو               | رغدة الخطيب                                          | مينا أشيدو       | غادة العمر                                            |
| الجميع للواحد/زعيم الأشرار | محمد مصطفى                                           | أوفر هول         | أسعد سنديان                                           |
| كوروغيري                   | باسل الرفاعي                                         | دابي             | سوار داوود                                            |
| ميرا                       | رأفت بازو                                            | الطفلة ري        | مهجة الشيخ                                            |
| بيست جينيست                | الصوت الأول : سامر سالم ، الصوت الثاني : عماد النجار | إنديفار          | سامر الجندي                                           |
| غيران                      | أسعد سنديان                                          | تيتسو تيتسو      | رائد مظلوم                                            |
| المحقق                     | مروان فرحات                                          | توغاتا           | أيهم عباسي                                            |
| أماجيكي                    | عماد النجار                                          | الطبيبة          | بثينة الشيا                                           |

## وسائل الإعلام

### مانغا
«أكاديمية بطلي» هي مانغا يابانية كتابة ورسم كوهي هوريكوشي. بدأت تسلسل في مجلة شونن جمب في يوليو 2014. وفي 4 أبريل 2017 جمعت السلسلة في ثلاثين مجلد تانكوبون.

### أنمي
في 29 أكتوبر 2015، أعلن رسميا على تويتر إصدار مسلسل أنمي من إنتاج استوديو بونز.
الأنمي من إخراج كينجي ناجاساكي، كتابة يوسكي كورودا، تصميم شخصيات يوشيكيكو أوماكوشي، وتأليف موسيقى بيوكي هاياشي. بث الأنمي لأول مرة على MBS ومحطات شبكات أخبار يابانية على التوقيت الياباني 5 بعد ظهر كل سبت. أغنية البداية هي "The Day" (بالعربية «اليوم») أداء Porno Graffitti، وأغنية النهاية هي "Heroes" (بالعربية «أبطال») أداء Brian the Sun.
أعلن عن الموسم الثاني في العدد الثلاثين لـ 2016 من مجلة شونن جومب. عرض في 1 أبريل 2017 على NTV وYTV، بنفس العاملين من موسم أول.

### ألعاب فيديو
أعلن عن لعبة فيديو مقتبسة عن أنمي في نوفمبر 2015. اللعبة من تطوير Bandai Namco Studios وتوزيع Bandai Namco Entertainment لمشغل نينتندو 3دي أس والتي أصدرت في اليابان في 19 مايو 2016.

## الشخصيات الرئيسية

### إيزوكو ميدوريا
يلقبه صديقه باكوغو منذ الطفولة بـ «ديكو» بمعنى عديم الفائدة بلغة الكانجي، بطل القصة وهو مهووس بالأبطال الخارقين ويطمح لأن يكون بطلاً خارقاً في أحد الأيام. وذلك لأنه لا يمتلك قوة بطل في وقت يمتلك فيه الأغلبية قوى خارقة.

### كاتسوكي باكوغو
يعرف أيضاً بلقب «كاتشان»، صديق إيزوكو منذ الطفولة لكنه أصبح منافسه اللدود الآن، لديه القوة لتفجير الأشياء براحة يده. سريع الغضب ويميل إلى الوحدة.

### أوتشاكو أوراراكا
زميلة إيزوكو في الصف، لديها القوة لجعل الاشياء عديمة الوزن ولا تخضع للجاذبية تعمل ميزتها عند ملامسة رؤوس أصابعها لبعضها ثم تقوم بلمس الشيء الذي تريده وتعيد له وزنه بنفس الطريقة.

### تينيا ايدا
زميل إيزوكو وقائد الصف الذي يدرسان فيه، لديه القوة لزيادة سرعته بصنع محركالتي في ساقه ومهووس بالترتيب والانتظام.

### أوول مايت
يدعى «توشينوري ياجي» هو رمز السلام في العالم وأقوى بطل فيه. تنتقل ميزته من شخص لآخر ولا يقوم بتوريثها لأولاده. خلال أحد معاركه تعرض لإصابه جعلته لا يستطيع القتال بأقصى قوته إلا لوقت محدود جداً.

### شوتو تودوروكي
زميل إيزوكو في الصف اللذان يدرسان فيه وابن البطل الثاني -بعد أوول مايت- يملك شوتو ميزة رائعة وهي الجليد والنار حيث يمكنه إطلاق النار من نصفه الأيسر وإطلاق الجليد من نصفه الأيمن.

## الجوائز والترشيحات
| قائمة الجوائز والترشيحات | قائمة الجوائز والترشيحات | قائمة الجوائز والترشيحات | قائمة الجوائز والترشيحات | قائمة الجوائز والترشيحات | قائمة الجوائز والترشيحات |
| السنة                    | الجائزة                  | الفئة                    | المستلم                  | النتيجة                  | م.                       |
| ------------------------ | ------------------------ | ------------------------ | ------------------------ | ------------------------ | ------------------------ |
| 2015                     | جائزة المانغا القادمة    | أفضل مانغا               | أكاديمية بطلي            | فوز                      |                          |
| 2025                     | جوائز كرانشي رول للأنمي  | أفضل سلسلة أنمي مستمرة   | أكاديمية بطلي            | رُشِّح                      | [ 24 ]                   |

## تلقي القراء
معظم التقييمات التي حصلت عليها المانغا منذ بدايه تسلسلها كانت إيجابية من النقاد وقراء المجلة، كما حصلت على المركز الأول في الاستفتاء الأسبوعي الخاص بالمجلة عده المرات، بينما المجلد الأول بيع منه 71,525 نسخة ووصل إلى المركز السابع في تصنيف أوريكون.

## روابط خارجية
- أكاديمية بطلي على موقع ANN manga (الإنجليزية)